# Gráfico (estatística)
Em estatística, Gráfico é a tentativa de se expressar visualmente estatísticas simplificadas, matemáticas ou não de algum(uns) dado(os) ou valor(es) obtidos, assim facilitando a compreensão. Gráficos são recursos visuais muito utilizados para facilitar a leitura e a compreensão de informações sobre fenômenos e processos naturais, sociais e econômicos. No cotidiano, jornais, revistas e livros, além de programas educativos, mostram o quanto esse recurso é explorado pelos meios de comunicação. 
O gráfico é uma representação com forma geométrica construída de maneira exata e precisa a partir de informações numéricas obtidas através de pesquisas e organizadas em uma tabela. Existem vários tipos de gráficos e os mais utilizados são os de colunas, os de linhas e os circulares.

## Gráficos de colunas
O gráfico de colunas é composto por dois eixos, um vertical e outro horizontal. No eixo horizontal são construídas as colunas que representam a variação de um fenômeno ou de um processo de acordo com sua intensidade. Essa intensidade é indicada pelo eixo vertical. As colunas devem sempre possuir a mesma largura e a distância entre elas deve ser constante.Os gráficos de coluna são úteis para mostrar alterações de dados em um período de tempo ou para ilustrar comparações entre itens.

## Gráfico de barras
O gráfico de barras é composto por dois eixos, um vertical e outro horizontal. No eixo vertical são construídas as barras que representam a variação de um fenômeno ou de um processo de acordo com sua intensidade.

## Gráficos de barras pictóricos
São gráficos que usam imagens para chamar a atenção do(s) leitor(es)
Um gráfico de barras exibe as séries como conjuntos de barras horizontais. O gráfico de barras plano está bem relacionado ao gráfico de colunas, que exibe uma série como conjuntos de barras verticais e o gráfico de barras de intervalo, que exibe uma série como conjuntos de barras horizontais com pontos de início e término variáveis.

## Gráfico de setor (ou circulares)
Os gráficos de setor (ou pizza) são representados por círculos divididos proporcionalmente de acordo com os dados do fenômeno ou do processo a ser representado. Os valores são expressos em números ou em porcentagens.

## Gráfico de linha
O gráfico de linha é composto por dois eixos, um vertical e outro horizontal, e por uma linha que mostra a evolução de um fenômeno ou processo, isto é, o seu crescimento ou diminuição no decorrer de determinado período.

## Gráfico pictórico
Os gráficos pictóricos são gráficos que utilizam imagens para chamar atenção, assim ele pode ser representado pelos gráficos de barras, colunas, linhas e circulares.

## Gráfico de múltiplas entradas
Um gráfico de múltiplas entradas pode ser de linhas, de colunas, de barras, entre outros tipos.
Nele, representa-se a mesma característica, estudada em duas ou mais amostras, facilitando a comparação entre elas.

## Pictograma
Pictograma é um gráfico constituído por desenhos relacionados ao tema. Às vezes as freqüências são representadas pela mesma figura em tamanhos proporcionais a essas freqüências e, às vezes, escolhe-se uma figura para representar determinada freqüência. Esse tipo de gráfico é muito usado em jornais e revistas.

## Outros tipos de gráfico
- Barras
- Dispersão
- Área
- Rosca
- Radar
- Superfície
- Bolhas
- Ações
- Cilindro
- Cone
- Pirâmide